# 124 (số)
124 (một trăm hai mươi bốn) là một số tự nhiên ngay sau 123 và ngay trước 125.